# Stanley-Cup-Playoffs 1977
Die Playoffs um den Stanley Cup des Jahres 1977 begannen am 5. April 1977 und endeten am 14. Mai 1977 mit dem 4:0-Erfolg der Canadiens de Montréal über die Boston Bruins. Die Canadiens errangen somit ihren zweiten Stanley Cup in Folge sowie den insgesamt 20. ihrer Franchise-Geschichte. Darüber hinaus stellten sie in Person von Guy Lafleur sowohl den besten Scorer als auch den mit der Conn Smythe Trophy ausgezeichneten Most Valuable Player dieser post-season. Nachdem Montréal bereits im Vorjahr mit 4:0 erfolgreich gewesen war (gegen Philadelphia) gelang dem Team somit der zweite Sweep in Folge, was zuvor nur zwei weitere Male in der Ligahistorie geschehen war: Toronto 1948 und 1949 sowie Montréal selbst 1968 und 1969. Nach ihnen gelang dies bis heute nur noch den New York Islanders, 1982 und 1983. Die unterlegenen Bruins hingegen mussten bei ihrer insgesamt 14. Finalteilnahme die neunte Niederlage hinnehmen.
Unterdessen verpassten sowohl die Detroit Red Wings als auch das Franchise der California Golden Seals/Cleveland Barons zum siebten Mal in Folge die Playoffs und stellten somit die zu diesem Zeitpunkt zweitlängste Negativserie dieser Art der NHL-Geschichte auf.

## Modus
Die zwölf für die Playoffs qualifizierten Teams wurden entsprechend ihrer Leistung in der regulären Saison (meiste Punkte; bei Gleichstand meiste Siege) auf der Setzliste platziert. Dabei waren allerdings die vier Divisionssieger per Freilos für das Viertelfinale gesetzt, während die übrigen acht Teilnehmer eine Vorrunde ausspielten. In allen Runden wurden die Paarungen durch die Setzliste bestimmt, so traf jeweils die am höchsten gesetzte auf die am niedrigsten gesetzte Mannschaft, die Nummer zwei auf das vorletzte Team usw.
Die Serien der Vorrunde wurden im Best-of-Three-, die Serien aller folgenden Runden im Best-of-Seven-Modus ausgespielt, das heißt, dass ein Team ab dem Viertelfinale vier Siege zum Weiterkommen benötigte; in der ersten Runde nur zwei. Das höher gesetzte Team hatte dabei – ab der zweiten Runde – in den ersten beiden Spielen Heimrecht, die nächsten beiden das gegnerische Team. Sollte bis dahin kein Sieger aus der Runde hervorgegangen sein, wechselte das Heimrecht von Spiel zu Spiel. So hatte die höher gesetzte Mannschaft in den Spielen 1, 2, 5 und 7, also vier der maximal sieben Spiele, einen Heimvorteil. In der Vorrunde wechselte das Heimrecht dagegen von Spiel zu Spiel.
Bei Spielen, die nach der regulären Spielzeit von 60 Minuten unentschieden blieben, folgte die Overtime. Sie endete durch das erste erzielte Tor (Sudden Death).

## Qualifizierte Teams
| - (1) Canadiens de Montréal D - (2) Philadelphia Flyers D - (3) Boston Bruins D - (4) New York Islanders - (5) Buffalo Sabres - (6) Los Angeles Kings | - (7) Pittsburgh Penguins - (8) Toronto Maple Leafs - (9) Atlanta Flames - (10) St. Louis Blues D - (11) Minnesota North Stars - (12) Chicago Black Hawks |

Legende:

## Playoff-Baum
|  | Vorrunde                                                              | Vorrunde              | Vorrunde      |    | Viertelfinale         | Viertelfinale | Viertelfinale |  | Halbfinale | Halbfinale | Halbfinale |  |  | Stanley-Cup-Finale | Stanley-Cup-Finale | Stanley-Cup-Finale |
|  |                                                                       |                       |               |    |                       |               |               |  |            |            |            |  |  |                    |                    |                    |
|  | 1                                                                     | Canadiens de Montréal |               |    |                       |               |               |  |            |            |            |  |  |                    |                    |                    |
|  |                                                                       | Freilos               |               |    |                       |               |               |  |            |            |            |  |  |                    |                    |                    |
|  | 1                                                                     | Canadiens de Montréal | 4             |    |                       |               |               |  |            |            |            |  |  |                    |                    |                    |
|  | 1                                                                     | Canadiens de Montréal | 4             |    |                       |               |               |  |            |            |            |  |  |                    |                    |                    |
|  | 10                                                                    | St. Louis Blues       | 0             |    |                       |               |               |  |            |            |            |  |  |                    |                    |                    |
|  | 10                                                                    | St. Louis Blues       | 0             | 2  | Philadelphia Flyers   |               |               |  |            |            |            |  |  |                    |                    |                    |
|  |                                                                       |                       |               | 2  | Philadelphia Flyers   |               |               |  |            |            |            |  |  |                    |                    |                    |
|  |                                                                       | Freilos               |               |    |                       |               |               |  |            |            |            |  |  |                    |                    |                    |
|  | 1                                                                     | Canadiens de Montréal | 4             |    |                       |               |               |  |            |            |            |  |  |                    |                    |                    |
|  | 1                                                                     | Canadiens de Montréal | 4             |    |                       |               |               |  |            |            |            |  |  |                    |                    |                    |
|  | 4                                                                     | New York Islanders    | 2             |    |                       |               |               |  |            |            |            |  |  |                    |                    |                    |
|  | 4                                                                     | New York Islanders    | 2             | 3  | Boston Bruins         |               |               |  |            |            |            |  |  |                    |                    |                    |
|  |                                                                       |                       |               | 3  | Boston Bruins         |               |               |  |            |            |            |  |  |                    |                    |                    |
|  |                                                                       | Freilos               |               |    |                       |               |               |  |            |            |            |  |  |                    |                    |                    |
|  | 2                                                                     | Philadelphia Flyers   | 4             |    |                       |               |               |  |            |            |            |  |  |                    |                    |                    |
|  | 2                                                                     | Philadelphia Flyers   | 4             |    |                       |               |               |  |            |            |            |  |  |                    |                    |                    |
|  | 8                                                                     | Toronto Maple Leafs   | 2             |    |                       |               |               |  |            |            |            |  |  |                    |                    |                    |
|  | 8                                                                     | Toronto Maple Leafs   | 2             | 4  | New York Islanders    | 2             |               |  |            |            |            |  |  |                    |                    |                    |
|  |                                                                       |                       |               | 4  | New York Islanders    | 2             |               |  |            |            |            |  |  |                    |                    |                    |
|  | 12                                                                    | Chicago Black Hawks   | 0             |    |                       |               |               |  |            |            |            |  |  |                    |                    |                    |
|  | 12                                                                    | Chicago Black Hawks   | 0             | 1  | Canadiens de Montréal | 4             |               |  |            |            |            |  |  |                    |                    |                    |
|  | (Die Teams wurden nach der ersten und der zweiten Runde neu gesetzt.) |                       |               | 1  | Canadiens de Montréal | 4             |               |  |            |            |            |  |  |                    |                    |                    |
|  |                                                                       | 3                     | Boston Bruins | 0  |                       |               |               |  |            |            |            |  |  |                    |                    |                    |
|  | 5                                                                     | 3                     | Boston Bruins | 0  | Buffalo Sabres        | 2             |               |  |            |            |            |  |  |                    |                    |                    |
|  | 5                                                                     |                       |               |    | Buffalo Sabres        | 2             |               |  |            |            |            |  |  |                    |                    |                    |
|  | 11                                                                    | Minnesota North Stars | 0             |    |                       |               |               |  |            |            |            |  |  |                    |                    |                    |
|  | 11                                                                    | Minnesota North Stars | 0             | 3  | Boston Bruins         | 4             |               |  |            |            |            |  |  |                    |                    |                    |
|  |                                                                       |                       |               | 3  | Boston Bruins         | 4             |               |  |            |            |            |  |  |                    |                    |                    |
|  | 6                                                                     | Los Angeles Kings     | 2             |    |                       |               |               |  |            |            |            |  |  |                    |                    |                    |
|  | 6                                                                     | Los Angeles Kings     | 2             | 6  | Los Angeles Kings     | 2             |               |  |            |            |            |  |  |                    |                    |                    |
|  |                                                                       |                       |               | 6  | Los Angeles Kings     | 2             |               |  |            |            |            |  |  |                    |                    |                    |
|  | 9                                                                     | Atlanta Flames        | 1             |    |                       |               |               |  |            |            |            |  |  |                    |                    |                    |
|  | 9                                                                     | Atlanta Flames        | 1             | 2  | Philadelphia Flyers   | 0             |               |  |            |            |            |  |  |                    |                    |                    |
|  |                                                                       |                       |               |    |                       |               |               |  |            |            |            |  |  |                    |                    |                    |
|  | 3                                                                     | Boston Bruins         | 4             |    |                       |               |               |  |            |            |            |  |  |                    |                    |                    |
|  | 3                                                                     | Boston Bruins         | 4             | 7  | Pittsburgh Penguins   | 1             |               |  |            |            |            |  |  |                    |                    |                    |
|  |                                                                       |                       |               | 7  | Pittsburgh Penguins   | 1             |               |  |            |            |            |  |  |                    |                    |                    |
|  | 8                                                                     | Toronto Maple Leafs   | 2             |    |                       |               |               |  |            |            |            |  |  |                    |                    |                    |
|  | 8                                                                     | Toronto Maple Leafs   | 2             | 4  | New York Islanders    | 4             |               |  |            |            |            |  |  |                    |                    |                    |
|  |                                                                       |                       |               | 4  | New York Islanders    | 4             |               |  |            |            |            |  |  |                    |                    |                    |
|  | 5                                                                     | Buffalo Sabres        | 0             |    |                       |               |               |  |            |            |            |  |  |                    |                    |                    |
|  | 5                                                                     | Buffalo Sabres        | 0             | 10 | St. Louis Blues       |               |               |  |            |            |            |  |  |                    |                    |                    |
|  |                                                                       |                       |               | 10 | St. Louis Blues       |               |               |  |            |            |            |  |  |                    |                    |                    |
|  |                                                                       | Freilos               |               |    |                       |               |               |  |            |            |            |  |  |                    |                    |                    |

## Vorrunde

### (4) New York Islanders – (12) Chicago Black Hawks
| 5. April 1977 | New York Islanders Jean-Paul Parisé (22:31) Denis Potvin (43:18) Bill MacMillan (44:53) Bob Bourne (51:56) Jean-Paul Parisé (59:22) | 5:2 (0:1, 1:1, 4:0) Spielbericht Stand: 1:0 | Chicago Black Hawks Grant Mulvey (15:22) Kirk Bowman (28:24) | Nassau Veterans Memorial Coliseum, Uniondale, New York Zuschauer: 15.317 |

| 7. April 1977 | New York Islanders Jude Drouin (13:56) Clark Gillies (34:18) | 2:1 (1:1, 1:0, 0:0) Spielbericht Stand: 2:0 | Chicago Black Hawks Dennis Hull (11:12) | Nassau Veterans Memorial Coliseum, Uniondale, New York Anm. Zuschauer: 15.317 |

### (5) Buffalo Sabres – (11) Minnesota North Stars
| 5. April 1977 | Buffalo Sabres René Robert (2:56) Jim Lorentz (22:37) Jerry Korab (24:35) René Robert (59:55) | 4:2 (1:1, 2:1, 1:0) Spielbericht Stand: 1:0 | Minnesota North Stars Roland Eriksson (2:08) Tim Young (27:35) | Buffalo Memorial Auditorium, Buffalo, New York Zuschauer: 16.433 |

| 7. April 1977 | Minnesota North Stars Ernie Hicke (10:07) | 1:7 (1:3, 0:2, 0:2) Spielbericht Stand: 0:2 | Buffalo Sabres Jim Lorentz (4:33) Rick Martin (16:11) Jim Lorentz (17:07) Gary McAdam (36:34) Jocelyn Guèvremont (37:55) Jocelyn Guèvremont (42:09) Jim Lorentz (55:28) | Metropolitan Sports Center, Bloomington, Minnesota Zuschauer: 15.503 |

### (6) Los Angeles Kings – (9) Atlanta Flames
| 5. April 1977 | Los Angeles Kings Glenn Goldup (0:23) Mike Murphy (10:33) Butch Goring (17:38) Don Kozak (34:04) Glenn Goldup (57:57) | 5:2 (3:1, 1:1, 1:0) Spielbericht Stand: 1:0 | Atlanta Flames Guy Chouinard (4:07) Willi Plett (28:06) | The Forum, Inglewood, Kalifornien Zuschauer: 14.078 |

| 7. April 1977 | Atlanta Flames Guy Chouinard (15:14) Curt Bennett (16:52) Eric Vail (28:47) | 3:2 (2:1, 1:1, 0:0) Spielbericht Stand: 1:1 | Los Angeles Kings Marcel Dionne (15:30) Don Kozak (35:13) | Omni Coliseum, Atlanta, Georgia |

| 9. April 1977 | Los Angeles Kings Butch Goring (3:47) Marcel Dionne (5:52) Butch Goring (23:06) Butch Goring (59:59) | 4:2 (2:1, 1:0, 1:1) Spielbericht Stand: 2:1 | Atlanta Flames Bill Clement (14:58) Tom Lysiak (45:05) | The Forum, Inglewood, Kalifornien Zuschauer: 16.005 |

### (7) Pittsburgh Penguins – (8) Toronto Maple Leafs
| 5. April 1977 | Pittsburgh Penguins J. Bob Kelly (13:25) Mario Faubert (58:34) | 2:4 (1:0, 0:2, 1:2) Spielbericht Stand: 0:1 | Toronto Maple Leafs Don Ashby (24:12) Lanny McDonald (32:11) Tiger Williams (50:32) Darryl Sittler (59:52) | Civic Arena, Pittsburgh, Pennsylvania Zuschauer: 10.033 |

| 7. April 1977 | Toronto Maple Leafs Darryl Sittler (26:10) Stan Weir (32:38) Ian Turnbull (43:37) Börje Salming (47:52) | 4:6 (0:3, 2:1, 2:2) Spielbericht Stand: 1:1 | Pittsburgh Penguins Jean Pronovost (1:01) Ron Stackhouse (6:37) Syl Apps (12:30) Lowell MacDonald (27:38) Greg Malone (53:57) Ron Stackhouse (59:23) | Maple Leaf Gardens, Toronto, Ontario Zuschauer: 16.485 |

| 9. April 1977 | Pittsburgh Penguins Jean Pronovost (19:40) Blair Chapman (36:06) | 2:5 (1:2, 1:2, 0:1) Spielbericht Stand: 1:2 | Toronto Maple Leafs Börje Salming (8:34) Ian Turnbull (14:14) Lanny McDonald (28:46) Lanny McDonald (34:17) Lanny McDonald (59:44) | Civic Arena, Pittsburgh, Pennsylvania Zuschauer: 15.934 |

## Viertelfinale

### (1) Canadiens de Montréal – (10) St. Louis Blues
| 11. April 1977 | Canadiens de Montréal Guy Lafleur (0:51) Larry Robinson (7:54) Guy Lafleur (16:30) Jacques Lemaire (19:35) Guy Lafleur (31:27) Guy Lapointe (34:33) Bill Nyrop (42:23) | 7:2 (4:1, 2:0, 1:1) Spielbericht Stand: 1:0 | St. Louis Blues Bernie Federko (18:38) Brian Sutter (52:32) | Forum de Montréal, Montréal, Québec Zuschauer: 15.643 |

| 13. April 1977 | Canadiens de Montréal Steve Shutt (6:15) Bob Gainey (13:19) Guy Lafleur (38:01) | 3:0 (2:0, 1:0, 0:0) Spielbericht Stand: 2:0 | St. Louis Blues | Forum de Montréal, Montréal, Québec Zuschauer: 15.469 |

| 16. April 1977 | St. Louis Blues Claude Larose (56:50) | 1:5 (0:2, 0:0, 1:3) Spielbericht Stand: 0:3 | Canadiens de Montréal Serge Savard (2:57) Serge Savard (19:45) Steve Shutt (41:35) Rick Chartraw (48:46) Jacques Lemaire (53:10) | St. Louis Arena, St. Louis, Missouri Zuschauer: 15.775 |

| 17. April 1977 | St. Louis Blues Larry Patey (22:46) | 1:4 (0:1, 1:0, 0:3) Spielbericht Stand: 0:4 | Canadiens de Montréal Steve Shutt (18:21) Guy Lafleur (42:34) Pete Mahovlich (54:49) Bob Gainey (59:55) | St. Louis Arena, St. Louis, Missouri Zuschauer: 15.775 |

### (2) Philadelphia Flyers – (8) Toronto Maple Leafs
| 11. April 1977 | Philadelphia Flyers Rick MacLeish (33:25) Bob Dailey (50:27) | 2:3 (0:3, 1:0, 1:0) Spielbericht Stand: 0:1 | Toronto Maple Leafs Darryl Sittler (4:10) Tiger Williams (7:11) Errol Thompson (8:52) | The Spectrum, Philadelphia, Pennsylvania Zuschauer: 17.077 |

| 13. April 1977 | Philadelphia Flyers Bill Barber (26:07) | 1:4 (0:2, 1:2, 0:0) Spielbericht Stand: 0:2 | Toronto Maple Leafs Bob Neely (6:55) Stan Weir (11:15) Tiger Williams (20:37) Darryl Sittler (35:08) | The Spectrum, Philadelphia, Pennsylvania Zuschauer: 17.077 |

| 15. April 1977 | Toronto Maple Leafs Darryl Sittler (3:48) Ian Turnbull (18:27) Errol Thompson (55:41) | 3:4 n. V. (2:0, 0:2, 1:1, 0:1) Spielbericht Stand: 2:1 | Philadelphia Flyers Ross Lonsberry (23:18) Orest Kindrachuk (32:53) Rick MacLeish (59:22) Rick MacLeish (62:55) | Maple Leaf Gardens, Toronto, Ontario Zuschauer: 16.485 |

| 17. April 1977 | Toronto Maple Leafs Lanny McDonald (24:03) Börje Salming (26:16) Lanny McDonald (38:45) Lanny McDonald (46:24) Lanny McDonald (52:44) | 5:6 n. V. (0:1, 3:1, 2:3, 0:1) Spielbericht Stand: 2:2 | Philadelphia Flyers Bobby Clarke (13:28) Reggie Leach (31:21) Mel Bridgman (54:11) Tom Bladon (58:11) Bobby Clarke (58:27) Reggie Leach (79:10) | Maple Leaf Gardens, Toronto, Ontario Zuschauer: 16.485 |

| 19. April 1977 | Philadelphia Flyers Reggie Leach (14:12) Reggie Leach (55:07) | 2:0 (1:0, 0:0, 1:0) Spielbericht Stand: 3:2 | Toronto Maple Leafs | The Spectrum, Philadelphia, Pennsylvania Zuschauer: 17.077 |

| 21. April 1977 | Toronto Maple Leafs Ian Turnbull (11:43) Lanny McDonald (27:17) Lanny McDonald (45:06) | 3:4 (1:0, 1:2, 1:2) Spielbericht Stand: 2:4 | Philadelphia Flyers Bobby Clarke (24:10) Bob Dailey (35:36) Rick MacLeish (47:37) Jimmy Watson (57:22) | Maple Leaf Gardens, Toronto, Ontario Zuschauer: 16.485 |

### (3) Boston Bruins – (6) Los Angeles Kings
| 11. April 1977 | Boston Bruins Bobby Schmautz (1:49) Brad Park (2:45) Bobby Schmautz (4:50) Gregg Sheppard (12:15) Bobby Schmautz (19:24) Terry O’Reilly (31:30) Stan Jonathan (42:06) Peter McNab (55:52) | 8:3 (5:0, 1:2, 2:1) Spielbericht Stand: 1:0 | Los Angeles Kings Don Kozak (29:54) Vic Venasky (38:37) Dave Hutchison (50:24) | Boston Garden, Boston, Massachusetts Zuschauer: 10.948 |

| 13. April 1977 | Boston Bruins Stan Jonathan (6:14) Terry O’Reilly (7:28) Bobby Schmautz (9:53) Jean Ratelle (37:03) Bobby Schmautz (37:59) Gregg Sheppard (43:09) | 6:2 (3:0, 2:0, 1:2) Spielbericht Stand: 2:0 | Los Angeles Kings Tom Williams (54:11) Marcel Dionne (59:29) | Boston Garden, Boston, Massachusetts Zuschauer: 12.078 |

| 15. April 1977 | Los Angeles Kings Mike Murphy (3:40) Bob Murdoch (10:51) Butch Goring (19:20) Gary Sargent (27:00) Tom Williams (36:33) Marcel Dionne (58:05) | 6:7 (3:1, 2:2, 1:4) Spielbericht Stand: 0:3 | Boston Bruins Bobby Schmautz (5:49) Terry O’Reilly (21:59) Don Marcotte (23:39) Bobby Schmautz (40:10) Wayne Cashman (51:27) Don Marcotte (57:08) Stan Jonathan (59:47) | The Forum, Inglewood, Kalifornien Zuschauer: 16.005 |

| 17. April 1977 | Los Angeles Kings Don Kozak (0:06) Frank St. Marseille (18:39) Butch Goring (35:56) Gary Sargent (38:40) Marcel Dionne (50:08) Mike Murphy (50:52) Gene Carr (54:45) | 7:4 (2:0, 2:1, 3:3) Spielbericht Stand: 1:3 | Boston Bruins Peter McNab (21:30) Jean Ratelle (43:26) Bobby Schmautz (45:51) Rick Middleton (55:08) | The Forum, Inglewood, Kalifornien Zuschauer: 16.005 |

| 19. April 1977 | Boston Bruins Rick Middleton (33:42) | 1:3 (0:1, 1:0, 0:2) Spielbericht Stand: 3:2 | Los Angeles Kings Dave Schultz (16:22) Bob Murdoch (41:00) Mike Murphy (59:59) | Boston Garden, Boston, Massachusetts Zuschauer: 11.393 |

| 21. April 1977 | Los Angeles Kings Gary Sargent (40:42) Tom Williams (45:39) Butch Goring (48:51) | 3:4 (0:3, 0:0, 3:1) Spielbericht Stand: 2:4 | Boston Bruins Rick Middleton (3:42) Stan Jonathan (7:35) Rick Middleton (7:46) Gregg Sheppard (52:58) | The Forum, Inglewood, Kalifornien Zuschauer: 16.005 |

### (4) New York Islanders – (5) Buffalo Sabres
| 11. April 1977 | New York Islanders Garry Howatt (12:28) Billy Harris (18:44) Clark Gillies (32:04) Jude Drouin (38:33) | 4:2 (2:0, 2:2, 0:0) Spielbericht Stand: 1:0 | Buffalo Sabres Gilbert Perreault (29:38) René Robert (31:39) | Nassau Veterans Memorial Coliseum, Uniondale, New York Zuschauer: 15.317 |

| 13. April 1977 | New York Islanders Bob Bourne (33:50) Bryan Trottier (36:31) Clark Gillies (48:30) Dave Lewis (51:35) | 4:2 (0:2, 2:0, 2:0) Spielbericht Stand: 2:0 | Buffalo Sabres Don Luce (11:26) René Robert (15:40) | Nassau Veterans Memorial Coliseum, Uniondale, New York Zuschauer: 15.317 |

| 15. April 1977 | Buffalo Sabres Rick Martin (2:18) Jerry Korab (6:29) Don Luce (50:10) | 3:4 (2:1, 0:2, 1:1) Spielbericht Stand: 0:3 | New York Islanders Billy Harris (17:39) Jude Drouin (30:55) Jude Drouin (33:40) Clark Gillies (40:09) | Buffalo Memorial Auditorium, Buffalo, New York Zuschauer: 16.433 |

| 17. April 1977 | Buffalo Sabres Jocelyn Guèvremont (2:49) Don Luce (26:16) René Robert (44:57) | 3:4 (1:1, 1:2, 1:1) Spielbericht Stand: 0:4 | New York Islanders Billy Harris (10:29) Ed Westfall (29:54) Denis Potvin (38:51) Bill MacMillan (47:42) | Buffalo Memorial Auditorium, Buffalo, New York Zuschauer: 16.433 |

## Halbfinale

### (1) Canadiens de Montréal – (4) New York Islanders
| 23. April 1977 | Canadiens de Montréal Pete Mahovlich (12:14) Murray Wilson (29:40) Guy Lafleur (42:25) Steve Shutt (44:07) | 4:3 (1:2, 1:1, 2:0) Spielbericht Stand: 1:0 | New York Islanders Billy Harris (8:39) Billy Harris (12:56) Billy Harris (20:49) | Forum de Montréal, Montréal, Québec Zuschauer: 16.243 |

| 26. April 1977 | Canadiens de Montréal Jim Roberts (47:46) Larry Robinson (51:31) Pete Mahovlich (59:24) | 3:0 (0:0, 0:0, 3:0) Spielbericht Stand: 2:0 | New York Islanders | Forum de Montréal, Montréal, Québec Zuschauer: 16.059 |

| 28. April 1977 | New York Islanders Denis Potvin (12:49) Denis Potvin (19:50) Jean-Paul Parisé (26:04) André St. Laurent (51:09) Bryan Trottier (59:49) | 5:3 (2:2, 1:0, 2:1) Spielbericht Stand: 1:2 | Canadiens de Montréal Guy Lapointe (11:10) Jim Roberts (17:29) Guy Lapointe (56:20) | Nassau Veterans Memorial Coliseum, Uniondale, New York Zuschauer: 15.317 |

| 30. April 1977 | New York Islanders | 0:4 (0:3, 0:1, 0:0) Spielbericht Stand: 1:3 | Canadiens de Montréal Steve Shutt (1:04) Guy Lafleur (2:23) Jim Roberts (8:18) Steve Shutt (37:31) | Nassau Veterans Memorial Coliseum, Uniondale, New York Zuschauer: 15.317 |

| 3. Mai 1977 | Canadiens de Montréal Jacques Lemaire (9:08) Mario Tremblay (23:27) Yvon Lambert (51:38) | 3:4 n. V. (1:1, 1:1, 1:1, 0:1) Spielbericht Stand: 3:2 | New York Islanders Jean-Paul Parisé (8:11) Denis Potvin (38:11) Jude Drouin (53:09) Billy Harris (63:58) | Forum de Montréal, Montréal, Québec Zuschauer: 16.174 |

| 5. Mai 1977 | New York Islanders Denis Potvin (59:51) | 1:2 (0:1, 0:0, 1:1) Spielbericht Stand: 2:4 | Canadiens de Montréal Bob Gainey (0:07) Bob Gainey (49:12) | Nassau Veterans Memorial Coliseum, Uniondale, New York Zuschauer: 15.317 |

### (2) Philadelphia Flyers – (3) Boston Bruins
| 24. April 1977 | Philadelphia Flyers Bobby Clarke (41:45) Bob Dailey (56:33) Bobby Clarke (59:31) | 3:4 n. V. (0:1, 0:2, 3:0, 0:1) Spielbericht Stand: 0:1 | Boston Bruins Jean Ratelle (11:36) Bobby Schmautz (26:56) Don Marcotte (35:31) Rick Middleton (62:57) | The Spectrum, Philadelphia, Pennsylvania Zuschauer: 17.077 |

| 26. April 1977 | Philadelphia Flyers André Dupont (14:53) Orest Kindrachuk (25:35) Paul Holmgren (27:58) Gary Dornhoefer (35:16) | 4:5 n. V. (1:1, 3:3, 0:0, 0:0, 0:1) Spielbericht Stand: 0:2 | Boston Bruins Peter McNab (13:45) Gregg Sheppard (34:01) Mike Milbury (35:01) Jean Ratelle (35:39) Terry O’Reilly (90:07) | The Spectrum, Philadelphia, Pennsylvania Zuschauer: 17.077 |

| 28. April 1977 | Boston Bruins Peter McNab (32:07) Mike Milbury (47:51) | 2:1 (0:1, 1:0, 1:0) Spielbericht Stand: 3:0 | Philadelphia Flyers Bob Dailey (8:59) | Boston Garden, Boston, Massachusetts Zuschauer: 14.597 |

| 1. Mai 1977 | Boston Bruins Jean Ratelle (30:45) Don Marcotte (54:05) Don Marcotte (59:13) | 3:0 (0:0, 1:0, 2:0) Spielbericht Stand: 4:0 | Philadelphia Flyers | Boston Garden, Boston, Massachusetts Zuschauer: 15.597 |

## Stanley-Cup-Finale

### (1) Canadiens de Montréal – (3) Boston Bruins
| 7. Mai 1977 | Canadiens de Montréal Doug Risebrough (1:45) Yvon Lambert (4:23) Mario Tremblay (14:35) Jacques Lemaire (25:08) Rick Chartraw (40:59) Mario Tremblay (42:04) Yvon Lambert (53:58) | 7:3 (3:1, 1:2, 3:0) Spielbericht Stand: 1:0 | Boston Bruins Brad Park (5:23) Terry O’Reilly (31:54) Bobby Schmautz (36:35) | Forum de Montréal, Montréal, Québec Zuschauer: 17.311 |

| 10. Mai 1977 | Canadiens de Montréal Pete Mahovlich (27:43) Doug Risebrough (32:07) Steve Shutt (45:40) | 3:0 (0:0, 2:0, 1:0) Spielbericht Stand: 2:0 | Boston Bruins | Forum de Montréal, Montréal, Québec Zuschauer: 17.360 |

| 12. Mai 1977 | Boston Bruins Gregg Sheppard (26:32) Peter McNab (58:34) | 2:4 (0:3, 1:0, 1:1) Spielbericht Stand: 0:3 | Canadiens de Montréal Guy Lafleur (4:08) Steve Shutt (7:58) Jacques Lemaire (18:29) Guy Lafleur (52:52) | Boston Garden, Boston, Massachusetts Zuschauer: 14.597 |

| 14. Mai 1977 | Boston Bruins Bobby Schmautz (11:38) | 1:2 n. V. (1:0, 0:1, 0:0, 0:1) Spielbericht Stand: 0:4 | Canadiens de Montréal Jacques Lemaire (21:34) Jacques Lemaire (64:32) | Boston Garden, Boston, Massachusetts Zuschauer: 14.597 |

### Stanley-Cup-Sieger
| Stanley-Cup-Sieger Canadiens de Montréal | Torhüter: Ken Dryden, Michel Larocque Verteidiger: Pierre Bouchard, Rick Chartraw, Guy Lapointe, Bill Nyrop, Larry Robinson, Serge Savard Angreifer: Yvan Cournoyer (C), Bob Gainey, Réjean Houle, Doug Jarvis, Guy Lafleur, Yvon Lambert, Jacques Lemaire, Pete Mahovlich, Pierre Mondou, Mike Polich, Doug Risebrough, Jim Roberts, Steve Shutt, Mario Tremblay, Murray Wilson Cheftrainer: Scotty Bowman General Manager: Sam Pollock |

## Beste Scorer
Abkürzungen: GP = Spiele, G = Tore, A = Assists, Pts = Punkte, +/− = Plus/Minus, PIM = Strafminuten; Fett: Bestwert
| Spieler         | Team         | GP | G  | A  | Pts | +/− | PIM |
| --------------- | ------------ | -- | -- | -- | --- | --- | --- |
| Guy Lafleur     | Montréal     | 14 | 9  | 17 | 26  | +20 | 6   |
| Darryl Sittler  | Toronto      | 9  | 5  | 16 | 21  | −1  | 4   |
| Jacques Lemaire | Montréal     | 14 | 7  | 12 | 19  | +12 | 6   |
| Steve Shutt     | Montréal     | 14 | 8  | 10 | 18  | +18 | 2   |
| Lanny McDonald  | Toronto      | 9  | 10 | 7  | 17  | ±0  | 6   |
| Jean Ratelle    | Boston       | 14 | 5  | 12 | 17  | +12 | 4   |
| Billy Harris    | NY Islanders | 12 | 7  | 7  | 14  | +7  | 8   |
| Marcel Dionne   | Los Angeles  | 9  | 5  | 9  | 14  | −4  | 2   |
| Mike Murphy     | Los Angeles  | 9  | 4  | 9  | 13  | +1  | 4   |
| Bob Dailey      | Philadelphia | 10 | 4  | 9  | 13  | +11 | 15  |
| Rick MacLeish   | Philadelphia | 10 | 4  | 9  | 13  | +1  | 2   |

Bobby Schmautz von den Boston Bruins wurde bester Torschütze mit elf erzielten Treffern.

## Beste Torhüter
Die kombinierte Tabelle zeigt die jeweils drei besten Torhüter in den Kategorien Gegentorschnitt und Fangquote sowie die jeweils Führenden in den Kategorien Shutouts und Siege.
Abkürzungen: GP = Spiele, Min = Eiszeit (in Minuten), W = Siege, L = Niederlagen, GA = Gegentore, SO = Shutouts, Sv% = gehaltene Schüsse (in %), GAA = Gegentorschnitt; Fett: Bestwert; Sortiert nach Gegentorschnitt.
 Erfasst werden nur Torhüter mit 180 absolvierten Spielminuten.
| Spieler          | Team         | GP | Min    | W  | L | GA | SO | Sv%  | GAA  |
| ---------------- | ------------ | -- | ------ | -- | - | -- | -- | ---- | ---- |
| Ken Dryden       | Montréal     | 14 | 847:09 | 12 | 2 | 22 | 4  | 93,2 | 1,56 |
| Wayne Stephenson | Philadelphia | 9  | 529:36 | 4  | 3 | 23 | 1  | 90,3 | 2,61 |
| Mike Palmateer   | Toronto      | 6  | 359:45 | 3  | 3 | 16 | 0  | 92,3 | 2,67 |
| Billy Smith      | NY Islanders | 10 | 579:28 | 7  | 3 | 27 | 0  | 91,2 | 2,80 |